# Азид кадмия
Азид кадмия(II) — неорганическое соединение,
соль кадмия и неорганической азотистоводородной кислоты с формулой Cd(N3)2,
светло-жёлтые кристаллы,
растворяется в воде,
гигроскопичен,
взрывоопасен, очень ядовит. Как и все соединения кадмия, принадлежит к высокоопасным веществам.

## Получение
- Действие азотистоводородной кислоты на окись кадмия (или карбонат кадмия):

{\displaystyle {\mathsf {CdO+2HN_{3}\ {\xrightarrow {}}\ Cd(N_{3})_{2}+H_{2}O}}}

## Физические свойства
Азид кадмия образует светло-жёлтые кристаллы
ромбической сингонии,
пространственная группа P cab,
параметры ячейки a = 0,782 нм, b = 1,604 нм, c = 0,646 нм, Z = 8.
Взрывоопасен, чувствителен к удару и трению.
Очень ядовит.